# Parque Monte Tossal
El parque Monte Tossal es un parque urbano de la ciudad española de Alicante. Fue construido según el proyecto del arquitecto Rafael Rivera.
Se localiza en pleno centro de la ciudad, junto al castillo de San Fernando, en la ladera del Monte Tossal, del que toma su nombre. El parque ofrece vistas panorámicas de la ciudad y del mar Mediterráneo.

## Descripción
Originalmente se creó como un parque temático cuya morfología simulaba la Comunidad Valenciana, según sus comarcas, combinando la geografía real con la de ficción. Se encuentra dispuesto en terrazas, cada una de las cuales disponía de carteles informativos que incluían el nombre de la comarca en la que se hallaba, las actividades que se podían realizar en ella y su situación en el parque. Su planteamiento resultó muy desigual, con deficiencias en la construcción del estanque que, aunque de poca profundidad, era de gran superficie.
Está abierto durante todo el día y cuenta con múltiples instalaciones deportivas, así como un servicio de préstamo de material deportivo.